# Bacon Time
Bacon Time，简称BAC，为泰国的职业電競俱乐部，成立于2017年。设《传说对决》、《PUBG Mobile》分部。

## 传说对决
傳說對決分部成立於2017年，前身為Monori Bacon、IT.City Bacon和Pops Bacon Time；目前参加RPL职业联赛，為RPL賽區最成功的隊伍之一。國內賽事奪得1次RML聯賽冠軍及5次RPL聯賽冠军，國際賽事方面則奪得2017年TOG東南亞區域賽冠軍、2022年APL超級職業聯賽冠军和2024年AIC國際錦標賽冠軍。

### 現役選手
| 位置     | 选手      |
| -------- | --------- |
| 主教练   | Artie     |
| 助教     | Buffet    |
| 凱撒路   | MarkKy    |
| 打野     | Myra      |
| 中路     | Kimsensei |
| 魔龍輸出 | Erez      |
| 輔助     | TaoX      |
| 打野     | Bboss     |

### 過往選手
| 位置             | 选手      |
| ---------------- | --------- |
| 凱撒路           | Pannawat  |
| 凯撒路           | Pichu     |
| 凯撒路           | Piper     |
| 凯撒路           | Hamz      |
| 凱撒路           | Cherie    |
| 凯撒路、魔龍輸出 | NongTee   |
| 打野             | 007X      |
| 打野、魔龍輸出   | Steinz    |
| 打野             | Getsrch   |
| 打野             | AlmondP   |
| 中路             | QQ        |
| 中路             | MeMarkz   |
| 中路             | 7K2       |
| 魔龍輸出         | ReMix     |
| 魔龍輸出         | taotao    |
| 魔龍輸出         | CarryKong |
| 魔龍輸出         | Moowan    |
| 輔助             | JameCo    |
| 輔助             | Deawwy    |
| 辅助、教練       | Moss      |
| 教练             | RedRuby   |
| 教練             | Lycan     |

### 賽事成績
Monori Bacon時期
2017年
- 2017年TOG東南亞區域賽：總冠軍
- 2017年RML職業聯賽S1：總冠軍
- 2017年AIC亞洲區國際錦標賽：八強

I.T City Bacon時期
2017年-2018年
- 2017-2018年RPL職業聯賽S1：總冠軍
- 2018年AWC世界盃：亞軍
- 2018年RPL職業聯賽S2：第三名

Pops Bacon Time時期
2020年
- 2020年RPL夏季職業聯賽：第四名
- 2020年APL超級職業聯賽：【小組賽】A組 第5名
- 2020年RPL冬季職業聯賽：第四名
- 2020年AIC國際錦標賽：【小組賽】A組 第5名

Bacon Time時期
2021年
- 2021年RPL夏季職業聯賽：總冠軍
- 2021年AWC世界盃：八強
- 2021年RPL冬季職業聯賽：第三名

2022年
- 2022年RPL夏季職業聯賽：總冠軍
- 2022年AIC國際錦標賽：第四名
- 2022年RPL冬季職業聯賽：總冠軍
- 2022年APL超級職業聯賽：總冠軍

2023年
- 2023年RPL夏季職業聯賽：總冠軍
- 2023年APL超級職業聯賽：亞軍
- 2023年RPL冬季職業聯賽：亞軍
- 2023年AIC國際錦標賽：八強 六進四淘汰

2024年
- 2024年RPL夏季職業聯賽：亞軍
- 2024年APL超級職業聯賽：【瑞士輪】第五輪-淘汰（2-3）
- 2024年RPL冬季職業聯賽：亞軍
- 2024年AIC國際錦標賽：總冠軍

2025年
- 2025年RPL夏季職業聯賽：亞軍
- 2025年APL超級職業聯賽：【瑞士輪】第五輪-淘汰（2-3）

## PUBG Mobile
| 位置   | 选手     |
| ------ | -------- |
| 主教练 | JQ       |
| 教练   | MICE     |
| 1      | 3Touch   |
| 2      | ShirtyS  |
| 3      | AumStyle |
| 4      | ICEs     |
| 5      | 9Noizz   |